# Comprendre (Revista)
Comprendre: revista catalana de filosofía es una publicación académica, fundada en el año 1999 por la Facultad de Filosofía de la Universidad Ramon Llull, que es también la editora.
La revista tiene un doble objetivo: en primer lugar, promover la investigación y divulgar los estudios de filosofía en Cataluña; y en segundo lugar, presentar y difundir el panorama internacional actual de los estudios filosóficos contemporáneos. Desde el 2011 ha iniciado una nueva etapa, profundizando en sus principales ejes intelectuales y en sus principales áreas temáticas, que serían la epistemología, la metafísica, la lógica, la antropología, la historia de la filosofía, la ética, la filosofía de la ciencia, la hermenéutica o la estética, entre otros. Sus directores hasta el momento han sido: Josep Monserrat Molas (1999-2006), Ignasi Roviró Alemany (2006-2010) y Armando Pego Puigbó (2011-).
La revista está indexada en varias bases de datos, como por ejemplo en Erih Plus, CIRCO, IBR, IBZ, IBZ Online ISOC, Latindex, Dialnet, Scopus, Raco.cat, Philosopher's Index y Répertoire bibliographique de la philosophie (Université de Louvain). Dispone actualizado el Sello de Calidad de la FECYT (Fundación Española para la Ciencia y la Tecnología), y también el Sello de Calidad Carhus Plus+C emitido por el AGAUR (Agencia de Gestión de Ayudas Universitarias y de Investigación). Su ICDS, de 9,8, está incluido a MIAR (Matriz de Información para el Análisis de Revistas) de la Universidad de Barcelona. Forma parte también de REDIB (Red Iberoamericana de Innovación y Conocimiento científico). También está presente al SJR (Scimago Journal & Country Rank).